# Caedicia punctifera
Caedicia punctifera är en insektsart som först beskrevs av Walker, F. 1871.  Caedicia punctifera ingår i släktet Caedicia och familjen vårtbitare. Inga underarter finns listade i Catalogue of Life.